# フェアリー ファントーム
フェアリー ファントーム
- 用途：戦闘機
- 設計者：マルセル・ロベル
- 製造者：アヴィオン・フェアリー
- 初飛行：1935年6月6日
- 生産数：4機

フェアリー ファントーム（Fairey Fantôme又はFairey Féroce）は、1930年代半ばのイギリスの試作戦闘機である。この試作機はフェアリー・アビエーション社で設計と製作が行われ、3機の生産型の組み立てはベルギーのアヴィオン・フェアリー社で行われた。

## 開発
ファントームは当時フェアリー ファイアフライ IIの代替機を探していたベルギー空軍が実施した国際競争入札のために1934年にマルセル・ロベルにより要求仕様に応じて設計された。本機は出力925 hp (690 kW)のイスパノ＝スイザ 12Ycrs エンジンを搭載した全金属製構造材に羽布張り外皮の機体に1門の20 mm モーターカノンと主翼に2丁の.30 in (7.62 mm) ブローニング機関銃を装備していた。

## 運用の歴史
ファントームは1935年6月6日に初飛行を行ったが7月17日にエヴェレで墜落してしまった。フェアリー・アビエーション社では既に別の3機分の部品と部材を製作してしまっていたため、これらは1936年にベルギーへ出荷されゴスリで「フェアリー フェロス」（Fairey Féroce）として完成された。この中の2機はソビエト連邦政府へ売却され、後にスペイン内戦の援助のためにスペイン共和国空軍へ供与された。4機目はイギリスへ戻って来た所で英航空省に買い上げられた。それ以上のファントームの生産は行われなかった。

## 運用
イギリス
 ソビエト連邦
- ソ連空軍 – 2機を試験と評価に使用

 スペイン

## 要目
諸元
- 乗員: 1
- 全長: 8.40 m （27 ft 7 in）
- 全高: 3.45 m （11 ft 4 in）
- 翼幅: 10.52 m（34 ft 6 in）
- 翼面積: 25.36 m2 （270 ft2）
- 空虚重量: 1,134 kg （2,500 lb）
- 運用時重量: 1,869 kg （4,120 lb）
- 動力: イスパノ＝スイザ 12Ycrs V型12気筒 液冷エンジン、690 kW （925 hp）   × 1

性能
- 最大速度: 435 km/h  270 mph
- 巡航速度: 350 km/h  217 mph

武装
- 固定武装: *1 × エリコンFF 20 mm 機関砲（モーターカノン）
- 2 × .30 in (7.62 mm) ブローニングM1919重機関銃（主翼）